# 環亞智富
環亞智富有限公司（英語：econtext Asia Limited，港交所除牌前：1390.HK）是日本科技公司Digital Garage, Inc.旗下公司，主要提供線上支付服務。
2013年12月，環亞智富在香港進行公開招股，發售1.25億股股份，招股價介乎2.96至3.59港元，集資最多約4.49億港元。環亞智富引入日本廣告公司電通旗下Dentsu Partnership及科網公司TIS Inc作基礎投資者。
2015年2月，環亞智富大股東Digital Garage, Inc.提出以每股4.09港元私有化環亞智富。
2015年4月，環亞智富在法院會議和股東特別大會通過私有化後，撤銷上市日期為2015年6月4日（六四事件26周年）。

## 外部連結
- 環亞智富公司網站 （页面存档备份，存于）
- 環亞智富招章程 （页面存档备份，存于）